# Asura distributa
Asura distributa är en fjärilsart som beskrevs av Walker 1862. Asura distributa ingår i släktet Asura och familjen björnspinnare. Inga underarter finns listade i Catalogue of Life.